# 5è districte de París
El 5è districte és un dels vint districtes de París, França. Es troba a la Riba Esquerra del Sena.
El 5è districte és famós perquè inclou el Quartier Latin, un barri de París on es concentren universitats, escoles preparatòries i liceus. També és un dels districtes més antics de la ciutat, i data de l'edat antiga. Encara queden restes del seu passat a llocs com les Arenes de Lutècia (un amfiteatre) i les Termes de Cluny (unes termes romanes).

## Geografia
El 5è districte té una àrea de 2,541 km².

## Demografia
El 5è districte va assolir la seva població màxima el 1911, quan la densitat de població era de gairebé 50.000 hab/km². A l'últim cens (1999), la població era de 58.849 habitants, i comptava amb 48.909 llocs de treball.

### Població històrica
| Any (dels censos francesos) | Població | Densitat (hab. per km²) |
| --------------------------- | -------- | ----------------------- |
| 1872                        | 96.689   | 38,052                  |
| 1911 (població màxima)      | 121.378  | 47,768                  |
| 1954                        | 106.443  | 41,890                  |
| 1962                        | 96.031   | 37,793                  |
| 1968                        | 83.721   | 32,948                  |
| 1975                        | 67.668   | 26,630                  |
| 1982                        | 62.173   | 24,468                  |
| 1990                        | 61.222   | 24,094                  |
| 1999                        | 58.849   | 23,160                  |

## Història
El 5è districte és el més antic de París, i va ser construït pels romans.
La fundació de la ciutat romana de Lutècia data del segle i aC, després que els romans conquerissin el territori gal situat a l'Ile de la Cité.

## Barris
Cadascun dels vint districtes de París se subdivideix en quatre barris (quartiers). Aquests són els quatre barris del 5è districte:
- Quartier Saint-Victor
- Quartier du Jardin-des-Plantes
- Quartier du Val-de-Grâce
- Quartier de la Sorbonne

## Mapa

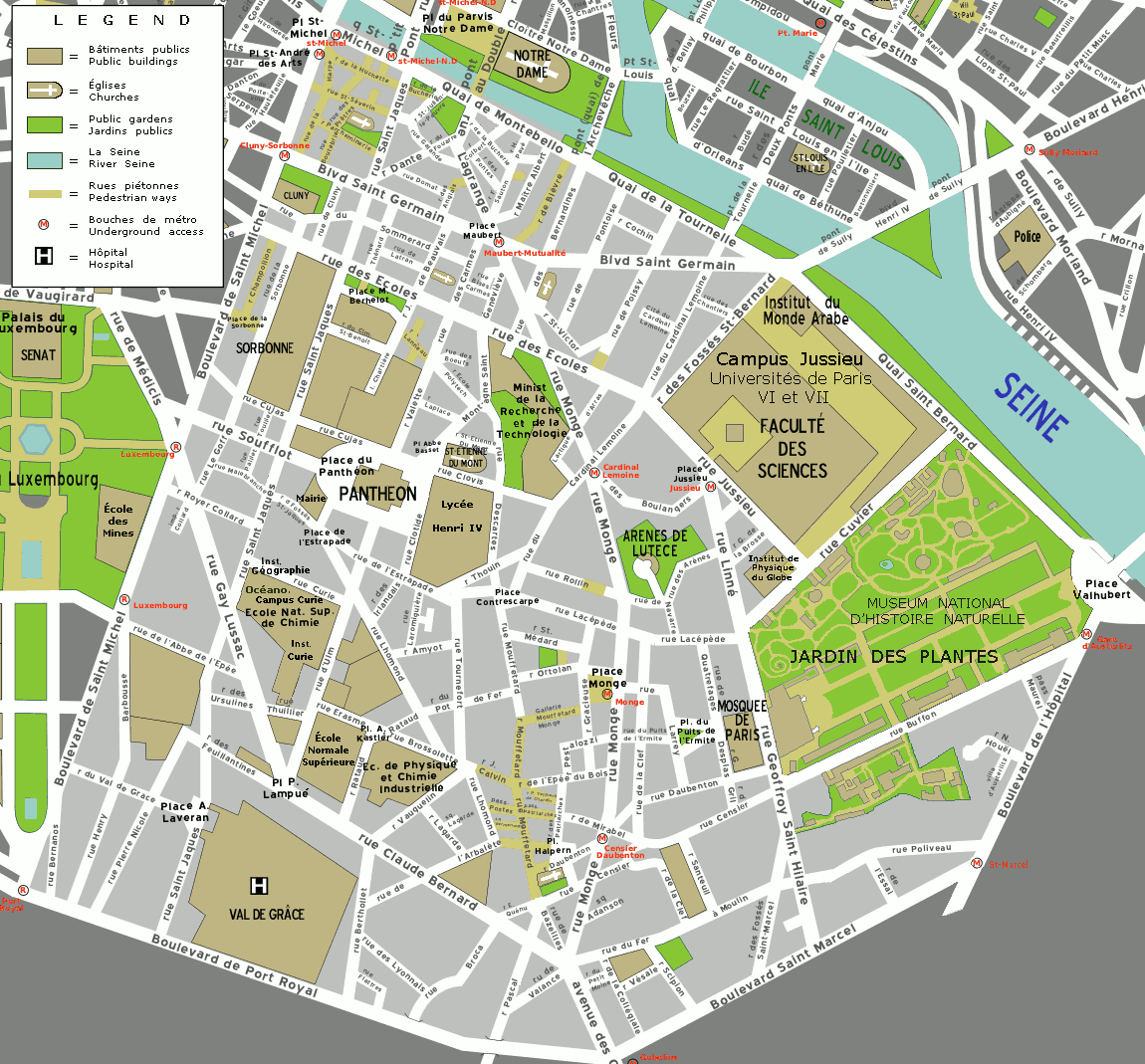
Mapa del 5è districte

## Llocs del 5è districte

### Llocs d'interès
- Arenes de Lutècia
- Bibliothèque Sainte-Geneviève
- Institut du Monde Arabe (Institut del Món Àrab)
- Jardí de les Plantes i el Museu Nacional d'Història Natural
- Maison de la Mutualité
- Montagne Sainte-Geneviève
- Musée de Cluny, amb les Termes de Cluny
- Panteó de París
- Quartier Latin
- Hospital militar del Val-de-Grâce

### Llocs de culte
- Església de Saint-Ephrem
- Església de Saint-Étienne-du-Mont
- Església de Saint-Jacques-de-Haut-Pas
- Església de Saint-Jean-l'Evangéliste
- Església de Saint-Julien-le-Pauvre
- Església de Saint Médard
- Església de Saint-Nicolas-du-Chardonnet
- Església de Saint-Séverin
- La Grande Mosquée (Gran Mesquita de París), bastida el 1922, després de la Primera Guerra Mundial, en reconeixement dels franctiradors musulmans que van perdre la vida a Verdun i a la recaptura del fort de Douaumont.

### Col·legis i universitats
Gràcies al Quartier Latin, el 5è districte és famós per la seva concentració d'institucions educatives i de recerca:
- Collège de France
- Collège international de philosophie
- École Normale Supérieure
- École Polytechnique (campus històric - l'escola ha canviat d'ubicació)
- Campus Jussieu
- ESPCI
- Universitat París Cité
  - Institut de Physique du Globe de Paris
- Sorbona
  - Universitat de París I Panteó-Sorbona
  - Universitat de Panteó-Assas
  - Universitat de la Sorbonne Nova
  - Rectorat de París
- Liceus famosos amb classes preparatòries per les Grandes écoles
  - Lycée Louis-le-Grand
  - Liceu Henri IV

### Carrers i places
| - Rue des Anglais - Rue de l'Arbalète - Rue des Arènes - Square des Arènes de Lutèce - Rue des Bernardins - Rue Boutebrie - Rue Buffon - Rue du Cardinal-Lemoine - Rue des Carmes - Rue Censier - Rue Claude Bernard - Rue de la Clef - Rue Clovis - Place de la Contrescarpe - Rue Cujas - Rue Cuvier - Rue Dante - Rue Descartes | - Rue des Écoles - Rue de l'Estrapade - Rue des Fossés-Saint-Bernard - Rue des Fossés-Saint-Jacques - Avenue des Gobelins - Rue Gay-Lussac - Rue Geoffroy Saint-Hilaire - Rue de la Harpe - Rue de la Huchette - Place Jussieu - Rue Jussieu - Rue Lacépède - Rue Lagrange - Rue Lhomond - Rue Linné - Rue Malebranche - Rue Monge - Rue de la Montagne Sainte-Geneviève | - Rue Mouffetard - Place du Panthéon - Rue Poliveau - Rue des Prêtres-Saint-Séverin - Boulevard Saint-Germain - Rue Saint-Jacques - Boulevard Saint-Michel - Rue Saint-Séverin - Rue de la Sorbonne - Rue Soufflot - Rue Thouin - Rue Tournefort - Rue d'Ulm - Rue Valette - Rue Xavier Privas |